# Шариков, Борис Иванович
Борис Иванович Шариков (род. 17 октября 1936, с. Архангельськое, Будённовского района, Ставропольского края РCФСР) — генерал-лейтенант. Проходил службу в ДВО, Прикарпатском ВО, Киевском ВО, ГСГВ.

## Биография
В 1954 году поступил в Горьковское военное училище техников связи.
1957 год — Командир взвода связи; секретарь комсомольской организации полка г. Бернау ГДР.
С 1960 по 1962 гг. — старший инструктор политотдела армии по комсомольской работе г. Емберсвальс ГДР, а также помощник начальника политотдела по комсомольской работе г. Кишинёв Молдавская ССР.
С 1969 года — заместитель командира мотострелкового полка по политической части, Краснознаменный Одесский военный округ;
С 1972 года — заместитель начальника политотдела дивизии Краснознаменный Дальневосточный ВО;
С 1977 года — первый заместитель, начальник политотдела армии ЧДВО;
С 1980 года проходил обучение в Академии общественных наук г. Москва.
С 1982 года — член военного совета, начальник политотдела Армии ЧПрик ВО г. Ровно.
С 1985 года — первый заместитель начальника полиуправлиння ЧКВО г. Киев.
С 1987 по 1991 — член военного совета, начальник политуправления Группы советских войск в Германии г. Вюнсдорф, начальник поитуправлиння Центральной группы войск, Чехословакии, начальник политуправления ЧКВО г. Киев.
С 1991 по 1992 гг. — помощник Президента Украины по военным вопросам.
Выдвигался кандидатом в Народные депутаты избирателями Великолепетихского района, Херсонской области. Избран Народным депутатом Украины.
Член Комиссии ВР Украины по вопросам обороны и государственной безопасности.
Член Комиссии ВР по делам ветеранов, пенсионеров, инвалидов, репрессированных, малообеспеченных и воинов-интернационалистов.

## Награды
- Два ордена — Красной Звезды
- Орден «За службу Родине в ВС СССР» 3 степени